# بيكر بروك (نيو برونزويك)
بيكر بروك (بالإنجليزية: Baker-Brook, New Brunswick)‏ هي قرية تقع في كندا في Baker Brook Parish. يقدر عدد سكانها بـ 585 نسمة ومساحتها 12.29 كم2 .